# فيكتور لي
فيكتور لي (بالفرنسية: Victor Li)‏ (و. 1964  م) هو شخصية أعمال، وسياسي من كندا، وهونغ كونغ البريطانية، ولد في هونغ كونغ البريطانية.

## مناصب
تولى منصب عضو في اللجنة الوطنية لجمهورية الصين الشعبية
- عضو دائم في اللجنة الوطنية للمؤتمر الاستشاري السياسي للشعب الصيني.

## التعليم
تعلم في جامعة ستانفورد، وSt. Paul's Co-educational College ‏.